# Belén de los Andaquíes (ort i Colombia)
Belén de los Andaquíes är en ort i Colombia.   Den ligger i departementet Caquetá, i den sydvästra delen av landet, 400 km sydväst om huvudstaden Bogotá. Belén de los Andaquíes ligger 330 meter över havet och antalet invånare är 3 937.
Terrängen runt Belén de los Andaquíes är kuperad åt nordväst, men åt sydost är den platt. Runt Belén de los Andaquíes är det glesbefolkat, med 16 invånare per kvadratkilometer. Närmaste större samhälle är Albania, 9,9 km söder om Belén de los Andaquíes. Omgivningarna runt Belén de los Andaquíes är huvudsakligen savann.